# Melvin Holwijn
Melvin Holwijn (Amsterdam, 2 januari 1980) is een Nederlands-Surinaams voormalig voetballer die doorgaans als rechter aanvaller speelde. 
Holwijn begon bij Telstar. Na enkele buitenlandse trips naar Griekenland en Duitsland keerde hij het seizoen 2010/2011 terug bij de club.
In 2012 ging hij een kort avontuur aan in Engeland bij Barnet FC waar op dat moment Edgar Davids trainer was. Hij speelt daarna nog lang in het amateurvoetbal.

## Carrière
| Seizoen | Club                | Wedstrijden | Doelpunten | Competitie          |
| ------- | ------------------- | ----------- | ---------- | ------------------- |
| 1998/99 | Telstar             | 19          | 2          | Eerste divisie      |
| 1999/00 | Telstar             | 21          | 3          | Eerste divisie      |
| 2000/01 | Telstar             | 31          | 8          | Eerste divisie      |
| 2001/02 | Stormvogels Telstar | 26          | 9          | Eerste divisie      |
| 2002/03 | Stormvogels Telstar | 31          | 15         | Eerste divisie      |
| 2003-04 | Iraklis Saloniki    | 13          | 1          | Alpha Ethniki       |
| 2004/05 | Iraklis Saloniki    | 4           | 0          | Alpha Ethniki       |
| 2004/05 | Cambuur Leeuwarden  | 13          | 1          | Eerste divisie      |
| 2005/06 | Cambuur Leeuwarden  | 26          | 3          | Eerste divisie      |
| 2006/07 | Stormvogels Telstar | 35          | 13         | Eerste divisie      |
| 2007/08 | Stormvogels Telstar | 31          | 6          | Eerste divisie      |
| 2008/09 | Telstar             | 17          | 2          | Eerste divisie      |
| 2009/10 | FC Carl Zeiss Jena  | 18          | 3          | 3. Liga             |
| 2010/11 | Telstar             | 9           | 2          | Eerste divisie      |
| 2012/13 | Barnet FC           | 1           | 0          | Football League Two |
|         | Totaal              | 295         | 68         |                     |